# 動員戡亂時期臨時條款
《動員戡亂時期臨時條款》是《中華民國憲法》曾有的附屬條款，由國民大會經由憲法修正程序制定，以適應動員戡亂時期政軍情勢。自1948年（民國37年）5月10日公布實施起，直到1991年（民國80年）5月1日由時任中華民國總統李登輝經國民大會諮請公告廢止，共施行43年之久。

## 制定背景
1946年，中国共产党方面與組成國民政府的中國國民黨方面爆發第二次國共內戰。1947年（民國36年）元旦，中華民國國民政府主席蔣中正簽署命令，頒布由制憲國民大會通過之《中華民國憲法》:50，並公佈行憲之準備程序。7月4日，國民政府舉行國務會議，通過蔣中正提出之《厲行全國總動員戡平共匪叛亂方案》，提案稱「為拯救匪區人民，保障民族生存，鞏固國家統一，厲行全國總動員，以戡平共匪叛亂，掃除民主障礙，如期實施憲政，貫徹和平建國方針案」:51。會中並制定《動員戡亂完成憲政實施綱要》確定戡亂與行憲並進的方針，相關決議於會後7月19日由國民政府公告。:52從此全國進入「動員戡亂時期」，但政府仍照原計畫，於11月依照憲法於全國舉行第一屆國民大會代表選舉，12月25日公告憲法生效。
1948年（民國37年）3月29日，行憲後第一屆國民大會第一次會議於南京市召開。為適應第二次國共內戰下之政軍情勢，有國民大會代表提議修改剛生效不到4個月的《中華民國憲法》，但修改憲法又怕失民心，磋商結果認為最好辦法莫過於「為於暫不變《中華民國憲法》的範圍內，予政府以臨時應變之權力」。於是張群、王世傑等721名國大代表，聯名提出制定《動員戡亂時期臨時條款》一案。於宣告動員戡亂期間，就國家實施緊急權之程序給予特別之規定，使之不受《中華民國憲法》本文規定之限制。同年4月18日，國民大會第一屆第一次會議第十二次大會依照憲法內之修憲程序三讀通過《動員戡亂時期臨時條款》，授予總統實施緊急處分的權限以方便政府進行作戰。:54。而後會議也在4月20日至29日間舉行了第一任總統、副總統選舉會選舉蔣中正為總統，李宗仁為副總統。
同年5月10日，《動員戡亂時期臨時條款》由國民政府公告施行，並規定有效期為兩年半，至1950年（民國39年）12月25日前應再度召集國民大會討論。:115月20日，新當選之行憲後第一任總統、副總統正式就職，中央政府改組為中華民國政府，國民政府正式走入歷史。但是同時由中國國民黨領導的中華民國政府在内戰中接連失利，1948年秋至1949年初的三大战役均由中国共产党取得勝利，政府有效統治區急據縮小。1949年（民國38年）12月8日，中華民國政府遷往臺灣。

## 沿用與修訂
1948年（民國37年）《臨時條款》制定之初僅包含總統宣佈戒嚴及發布緊急命令時僅須經由行政院會議（內閣）之決議而無須送交立法院（議會）追認之緊急處分程序條文。《臨時條款》根據憲法修改的程序制定，制定之主要原因，乃是在緊急命令法尚未立法的狀況下，憲法的緊急命令無法行使，而以《臨時條款》提供緊急處分的依據。雖然其所規範的緊急處分要件及程序比原來的憲政體制寬鬆，但是仍然必須以行政院會議通過做為要件。因此，雖然有人批評《臨時條款》的制定代表總統擴權，但制定之初並沒有使總統在原本憲政體制的運作規則之外擁有其他擴權的途徑。
政府遷臺前後，由於兵馬倥傯，未及於原本設定之時限1950年（民國39年）12月25日前召集國民大會。又因遷臺後，實際控制領土縮小以及分治局勢的持久化，使憲法諸多規定產生窒礙難行之處。1954年（民國43年）1月，司法院大法官作成憲法解釋，中央民意代表在舉行下屆選舉之障礙現在尚未掃除前繼續行使職權，無須改選。2月16日，隨中華民國政府撤退至臺灣的第一屆國民大會代表在臺北舉行第二次會議。決議已經超過原本時限的《動員戡亂時期臨時條款》繼續有效且不再設定失效日期。此後《臨時條款》在臺灣歷經4次修訂，逐漸超出原本僅作為緊急處分法源的範圍，進一步擴大總統及國民大會本身權限。:11
- 1960年（民國49年）3月，《臨時條款》第1次修訂，凍結《憲法》對於總統連任之限制。同年蔣中正第3次當選總統。
- 1966年（民國55年）2月，《臨時條款》第2次修訂，則解除國民大會行使創制和複決權之限制，並同意其設置憲政研究機構，使國民大會權力得以擴張。
- 1966年（民國55年）3月，國民大會第3次修訂《臨時條款》，授權總統設立動員戡亂機構、調整中央政府組織與訂頒辦法增補選中央民代。（動員戡亂時期自由地區中央公職人員增選補選辦法）
- 1972年（民國61年）3月，谷正綱提出《臨時條款修訂提案第二八五號》，因提議「第一屆國大代表將於於其任期屆滿且凡能辦理選舉地區，均予改選」使提案遭到反對。於是內容改為以定期改選之增額中央民意代表充實各第一屆中央民意代表，並於3月17日完成《臨時條款》第4次修訂。（動員戡亂時期自由地區增加中央民意代表名額選舉辦法）

## 廢止

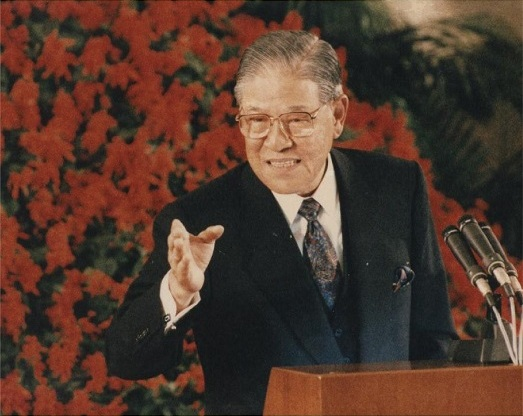
時任總統李登輝宣布動員戡亂時期於5月1日終止

1989年（民國78年）7月，國民大會決定第5次修訂《動員戡亂時期臨時條款》。1990年（民國79年）3月，由於擔任近40年的第一屆國民大會代表抗退者眾，並且又提案擴大國民大會職權，臺北爆發野百合學運，提出「廢除臨時條款」和「召開國是會議」等訴求。同年5月22日，李登輝在總統就職記者會上表示，計畫在一年內終止動員戡亂時期並廢止《動員戡亂時期臨時條款》，回歸正常憲政體制；12月25日行憲紀念日上，李登輝總統再度明確宣告將在1991年5月前宣告終止動員戡亂時期，並在1992年完成憲政改革。
1991年（民國80年）4月，為配合終止動員戡亂時期，第一屆國民大會召開第二次臨時會，國民大會代表李啟元、鍾鼎文、楊公邁等245人提出廢止《動員戡亂時期臨時條款》之修憲提案，雖遭受民主進步黨籍增額國民大會代表退席抗議，但本項提案仍經國民大會主席團決定依照修憲之三讀及審查會程序處理。4月22日，廢止《動員戡亂時期臨時條款》之修憲提案進行三讀，在朗讀全部條文後，主席裁定以起立方式進行表決，在場人數445人；經表決結果，起立贊成者438人超過修憲四分之三的法定人數，大會於是作成決議：廢止《動員戡亂時期臨時條款》及《中華民國憲法》第一條至第十條增修條文經三讀通過，咨請總統明令廢止，並附帶決議：第八次會議修訂《臨時條款》及其審查修正案，本次臨時會毋庸再議。依照國民大會諮請，李登輝總統於4月30日發布總統令，終止動員戡亂時期，並於隔日5月1日生效時以總統令公告廢止《動員戡亂時期臨時條款》與施行《中華民國憲法增修條文》。中華民國自此告別動員戡亂時期進入民主憲政時代。
1991年（民國80年）12月31日，已經在任43年餘的第一屆資深中央民意代表（國民大會代表、立法委員、監察委員）全體退職，「萬年國會」自此正式走入歷史。1992年，完全由中華民國國民選舉選出的第二屆國民大會集會，繼續進行憲政改革。